# NGC 1298
NGC 1298 este o galaxie eliptică situată în constelația Eridanul. A fost descoperită în 4 ianuarie 1864 de către Heinrich Louis d'Arrest. Se află la o distanță de 87,84 de megaparseci de Pământ.